# Elisabeth von Eitzing
Elisabeth von Eitzing (* 1397; † 1468; auch Elisabeth von Eyczing genannt) war eine Angehörige des österreichischen und bairischen Adels im Herzogtum Österreich (ob und unter der Enns) und Äbtissin des Klosters in Erla.

## Herkunft
Elisabeth gehörte zur Familie von Eitzing, die im Mittelalter im Bereich der heutigen Bundesländer Bayern, Oberösterreich und Niederösterreich ansässig war. Ihr Bruder war Ulrich von Eyczing (gest. 1460). Ihr Vater dürfte jener Georg (Görig) Eitzinger (Sohn eines Stephans) gewesen sein, der 1387 als Zeuge in einem Gerichtsverfahren der Rieder Schranne nachgewiesen ist und 1397 ein Urbar anfertigen ließ. Weitere Brüder von ihr waren Oswald von Eyczing und Stephan von Eyczing.

## Leben
Elisabeth, die in das Benediktinerinnenstift Erla (bei St. Valentin) eingetreten war, war dort von 1437 bis 1466 dessen Äbtissin. Sie ließ 1437 ein Urbar fürs Kloster anlegen und begann mit dem Neubau der Klosterkirche, der heutigen Pfarrkirche Erla. Neben großen Schenkungen gelang es ihr, durch Zukäufe den Besitzstand des Klosters beträchtlich zu vergrößern. Das Kloster Erla gehörte in der Folge zu den größten Grundherrschaften in Österreich unter der Enns.
Elisabeth von Eyczing hat ihre letzten beiden Lebensjahre möglicherweise nicht im Erlakloster, sondern im Zisterzienserinnenkloster Seligenthal bei Landshut verbracht.